# Protoavis
Protoavis (první pták) je rod dinosaura z čeledi Protoavidae. Rod popsal Sankar Chatterjee v roce 1991 stejně tak jako jediný druh Protoavis texensis. Protoavis žil před 225–210 miliony lety ve svrchním triasu. Objeven byl společně s další řadou dinosauřích kostí; zvířata zde patrně zahynula při velké povodni.

## Popis
Měřil zhruba 35 centimetrů, podobal se ptákům, apomorfní znaky však nejsou příliš přesvědčivé. Podle rekonstrukce byl masožravým druhem, jeho zuby byly zasazeny v dolní čelisti. Dle výzkumu očí se jednalo patrně o nočního živočicha. Protože kosterní pozůstatky byly ve špatném stavu, nebylo možno zjistit, zda dinosaurus létal. Protoavis je znázorňován většinou jako opeřený druh; pro to však neexistují důkazy.